# NGC 2207
إن جي سي 2207 (بالإنجليزية:NGC 2207 ) هي مجرة حلزونية تبعد عن المجموعة الشمسية بنحو 129 مليون سنة ضوئية ؛ هذا بالمقارنة بمجرتنا، مجرة درب التبانة التي يبلغ قطرها نحو 100.000 سنة ضوئية فقط.
المجرة إن جي سي 2207 تجذب إليها المجرة القريبة منها أي سي 2163 ، وتختلس منها مواد . ومن المتوقع أن تفاعل وتصادم تلك المجرتين سوف يؤدي إلى اتحادهما وتشكيل مجرة أكبر وذلك خلال مليار سنة . وقد شوهد مستعرين أعظمين حدثا في المجرة إن جي سي 2207 - وقد رمز لهذين المتعرين الاعظمين بالرمزين SN 1999ec و SN 2003H.
المجرة إن جي سي 2207 أكتشفها العالم الفلكي البريطاني جون هيرشل في 24 يناير 1835.

## اقرأ أيضا
- NGC 2232 عنقود نجمي
- نزع مديجزري
- اصتدام المرأة المسلسلة بدرب التبانة
- مجرتا الهوائيات
- مجرتي الفئران
- أرب 299
- إن جي سي 2217
- مستعر أعظم نوع 1 ب ومستعر أعظم نوع 1 سي
- مستعر أعظم نوع 2
- مستعر أعظم 1987 إيه